# Albibarbefferia armatus
Albibarbefferia armatus là một loài ruồi trong họ Asilidae. Albibarbefferia armatus được Hine miêu tả năm 1918. Loài này phân bố ở vùng Tân Bắc giới.